# Cyrtodactylus baluensis
Cyrtodactylus baluensis là một loài thằn lằn trong họ Gekkonidae. Loài này được Mocquard mô tả khoa học đầu tiên năm 1890. Chúng là loài đặc hữu cửa Sabah (Malaysia).

## Hình ảnh

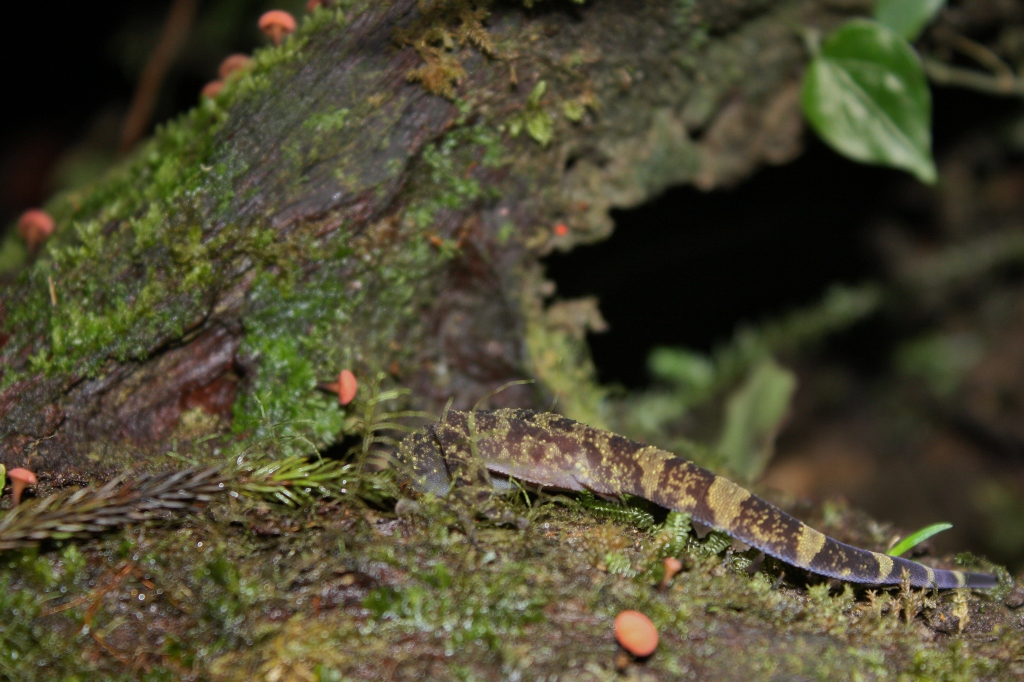